# Xã Bear Creek, Quận Christian, Illinois
Xã Bear Creek (tiếng Anh: Bear Creek Township) là một xã thuộc quận Christian, tiểu bang Illinois, Hoa Kỳ. Năm 2010, dân số của xã này là 499 người.